# Alain Riou (homme politique)
Pour les articles homonymes, voir Alain Riou et Riou.
Alain Riou (né le 28 juillet 1953 à Paris et mort le 6 décembre 2004 à Paris) est un responsable associatif et homme politique français qui a été responsable du Carnaval de Paris et président du groupe Verts au Conseil de Paris.

## Biographie
Juriste, il est conseiller juridique au ministère de la Défense de 1975 à 1982, puis rejoint le ministère de la Culture.
En 1995, ce fidèle rocardien est élu conseiller de Paris dans le 20e arrondissement sur les listes PS.
En avril 1997, il fonde l'association « Droit à la Culture » et en devient président.
Fin octobre 1997, il rencontre Basile Pachkoff. Il est le premier élu parisien qui s'engage pour assurer la réussite de ses efforts entrepris depuis 1993 pour la renaissance du Carnaval de Paris. Grâce à Alain Riou, le cortège de la Promenade du Bœuf Gras renaît le 27 septembre 1998 après 45 ans d'interruption.
Alain Riou assure ensuite fidèlement la sortie annuelle du Bœuf Gras. Il respecte son caractère authentique rigoureusement apolitique libre bénévole gratuit, et refuse de le voir utilisé ou « récupéré » au service d'une cause étrangère au Carnaval.
En 1999, il quitte le PS et rejoint les Verts. En 2003, il devient président du groupe Verts au Conseil de Paris.
Il meurt prématurément à l'âge de 51 ans, emporté par un cancer foudroyant le 6 décembre 2004. Il est inhumé au  columbarium du Père-Lachaise (case 53).

## Hommage en 2014
En 2014, à l'occasion du dixième anniversaire de sa disparition, la mémoire d'Alain Riou a été salué par le groupe des élus Europe Écologie Les Verts du Conseil de Paris, ainsi que par les sites Internet du Carnaval de Paris et du Carnaval des Femmes de Paris. Les communiqués publiés ont rendu hommage à son rôle dans la renaissance du Carnaval de Paris.

## Ouvrages
- Le droit de la culture et le droit à la culture. – ESF Paris 1993 – Avec une préface de Jack Lang – 231 p.  (ISBN 2-7101-1003-2)
- Le droit de la culture et le droit à la culture. – ESF Paris 1996 – Avec une préface de Jack Lang - 2e édition mise à jour et augmentée. - 263 p.
- Des dépenses de bouche des époux Chirac, rapport commenté par Alain Riou. – Yvelinédition 2004 – 237 p.  (ISBN 2-84668-039-6)